# Salvatore Giunta
Salvatore A. Giunta (sinh ngày 21 tháng 1 năm 1985) là một quân nhân trong Quân đội Hoa Kỳ, là người còn sống đầu tiên kể từ khi kết thúc chiến tranh Việt Nam được trao Huân chương Danh dự cho những đóng góp của anh trong cuộc chiến tranh tại Afghanistan năm 2007.
Giunta sinh ra ở Hiawatha, Iowa, Hoa Kỳ năm 1985, con trai của Steven và Rosemary Giunta. Anh đã theo học Trường trung học Kennedy ở Cedar Rapids, Iowa, và nhập ngũ năm 2003 Anh đã kết hôn.
.